# Кучин, Константин Захарович
Константин Захарович Кучин (1834—1895) — русский гистолог, профессор Харьковского университета.

## Биография
Родился 8 сентября 1834 года. В 1859 году окончил медицинский факультет Императорского Казанского университета со званием лекаря. Уже с 1858 года он исполнял обязанности ассистента на кафедре физиологии. С 30 ноября 1860 года он был помощником прозектора, а затем ассистентом при физиологическом кабинете.
Под руководством Ф. В. Овсянникова Кучин выполнил нейрогистологическое исследование «О строении спинного мозга речной миноги» и в 1863 году успешно защитил эту работу как докторскую диссертацию. Впервые в России он применил в гистологической практике креозот для просветления препаратов. Был утверждён приват-доцентом по кафедре гистологии 9 марта 1864 года. В 1867—1868 учебном году ему было поручено преподавание общей анатомии, а 11 октября 1868 года он был командирован на два года за границу.
После возвращения в Россию Кучин был избран экстраординарным, а затем ординарным профессором кафедры гистологии, эмбриологии и сравнительной анатомии медицинского факультета Харьковского университета.
Кроме статей в «Современной медицине», «Русской медицине» и др., ему принадлежат переводы с немецкого: Болля — «К развитию костной ткани» (1870) и Шенка — «Основы нормальной гистологии человека» (с собственными дополнениями; Харьков, 1886).
Умер 10 (22) декабря 1895 года в Харькове.

## Избранная библиография
- О строении спинного мозга речной миноги. — Казань, 1863
- К вопросу о непрямом делении ядер. — СПб.: типо-лит. П. И. Шмидта, 1885